# 天湖路
天湖路（英語：Tin Wu Road）是香港元朗區天水圍新市鎮中的一條東西向行車道路，連接天水圍天慈邨及天耀邨。另外，天湖路亦有多條巴士及小巴路線行走。道路西端連接天耀路以及通往樂湖居的私人道路。
此路前稱L3路，根據未命名道路編號定義，屬於地區幹路。但通車及道路命名日期已不可考。

## 交匯道路
| 交匯道路名稱             | 距離（公里） | 備註 |
| ------------------------ | ------------ | ---- |
| 天城路、天柏路           | 0            | 起點 |
| 天瑞路                   | 0.21         |      |
| 未命名道路（連接樂湖居） | 0.33         |      |
| 天耀路                   | 0.47         | 終點 |

## 事件

### 交通燈爭議
區議員經常接到居民投訴，位於本路與天耀路交界的一組交通燈，由天耀路右轉至天湖路之一段等候時間太長，長約五分鐘，但左轉入樂湖居的車輛流量相對較低，可是卻有兩次通過機會。簡單來說，車輛流量相對較低的方向比較高的方向擁有更多通行時間。運輸署回應，由於給了輕鐵優先權，所以便增加了天耀路右轉天湖路的交通的等候時間，並表示會在繁忙時段盡量調校燈號，壓制輕鐵的優先權，縮短燈號等候時間。

### 童黨問題
天水圍童黨問題一直為人詬病，其中天湖路更發生童黨爆樽傷人事件。

### 火炬接力
為響應2009年東亞運動會，元朗區議會舉行火炬接力傳遞，沿天湖路、天瑞路、天秀路及天城路傳送火炬。火炬最後送回天水圍運動場，由元朗區議會主席梁志祥及元朗民政事務專員楊德強進行燃點火盤儀式。